# Église Saint-Martin de Breny
L’église Saint-Martin de Breny est un édifice du XIIe siècle classé au titre des monuments historiques, situé à Breny, dans le département de l'Aisne dans le Nord de la France.

## Extérieurs
L'église Saint-Martin de Breny présente une nef unique orientée est-ouest, terminée par une abside semi-circulaire en est. Un appentis formant chapelle latérale s‘ouvre sur le côté nord.
Construit en pierre taillée du Soissonnais, l‘édifice montre des éléments de réemploi et plusieurs modifications de structure, notamment au sud où se distingue l‘emplacement d'une ancienne porte voûtée.
L‘abside semi-circulaire, éclairée par trois baies à fenêtres géminées, se distingue par une couverture de lauzes, détail rare dans l‘Aisne.
Le clocher présente des pignons à redents, dits aussi « à gradins » ou encore « à pas de moineau ». Ce détail architectural typique du Soissonnais est fréquent sur les maisons d'habitation mais rare sur les édifices religieux de la région : on ne connaît que seize églises axonaises présentant cette caractéristique. Saint-Martin de Breny datant du XIIe siècle, elle est avec Saint-Pierre de Bitry le plus ancien exemple de ce particularisme local, toutes architectures confondues. Les redents de Saint-Martin de Breny sont actuellement très érodés, voire ont presque disparu pour certains.

## Intérieur
Le dallage de l'église est inférieur d‘environ quarante centimètres (deux marches) au niveau du terrain sur lequel elle s‘élève.
Scellées au sol, deux dalles funéraires à effigies gravées font l'objet d'un classement aux monuments historiques. L‘une renferme les restes de Jehan Mérast, seigneur des Pisserolles, et de sa femme. Elle date de 1557 (l‘inscription est en grande partie effacée). L‘autre, dévolue à Anne Thuret, remonte à l'année 1642.

## Site
L‘église repose sur une terrasse dominant l‘Ourcq que l‘on devine à travers les frondaisons d'un parc (propriété privée). Selon certains auteurs, il s‘agit des substructures de l‘ancienne villa de Brennacum, construite par Clotaire Ier, fils de Clovis.
Cette terrasse constitue aujourd'hui le petit cimetière du village et présentait jusqu'à une date récente de nombreuses tombes anciennes, dont celle d'un « consul de Portugal à Bahia ». Ces monuments funéraires centenaires ont été détruits en 2011, la commune ayant achevé une procédure de reprise commencée en 2005.
Selon l'historien Bernard Ancien, une trentaine de crânes datant du Néolithique sont enterrés dans le cimetière, à la suite de leur découverte fortuite dans la commune à la fin des années 1930 (cf. la section Préhistoire à Breny). L'emplacement de cette inhumation n'a cependant pas été noté et nul ne s'en souvient aujourd'hui au village.
Immédiatement à l'est de l'église et seule maison particulière ouvrant directement sur la place, le presbytère est mentionné comme déjà existant en 1766 (propriété privée). Sa façade sud sur la place de l‘église a été modifiée au XIXe siècle et après la Première Guerre mondiale. Visible depuis la terrasse de l‘église, le verger de ce presbytère descendant vers l‘Ourcq montre une tonnelle de pommiers antérieure à 1907.

## Littérature

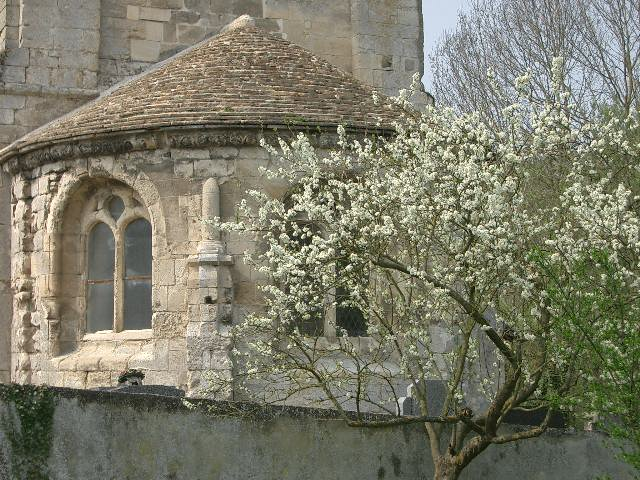
Vue de l'abside romane
sous son toit de lauzes.

L‘église de Breny a inspiré certains auteurs, notamment le peintre post-impressionniste Fernand Pinal qui en a réalisé une eau-forte :

« Pour ma part, je donne ma préférence au village [...] de Breny. Ce n'est point en souvenir des rois mérovingiens ni parce que Breny serait le Brennacum dont parle Grégoire de Tours, ni pour sa nécropole de tombes franques et gallo-romaines, mais pour sa modeste église romane qui domine un pré en bordure de l‘Ourcq et qui, dans sa simplicité, est un véritable régal de peintre. »

Dans ses carnets de reportage, le photographe Jean-Marie Petit a lui-même noté :

« Le lieu possède des trésors, à commencer par une église du XIIe siècle [...]. Une abside romane couverte de lauzes, absolument ravissante, caractérise cette église trop discrète. »

## Protection
L'ensemble de cette église fait l’objet d’un classement au titre des monuments historiques depuis le 17 mai 1921.